# فرانسواز جيلوت
ماري فرانسواز جيلوت (بالفرنسية: Françoise Gilot)‏ (من مواليد 26 نوفمبر 1921) هي رسامة وناقدة والمؤلفة الأكثر مبيعا في فرنسا. في عام 1973 عُينت جيلوت مديرة فنية للمجلة العلمية «فيرجينيا وولف كوارترلي». في عام 1976 أصبحت عضوا في مجلس إدارة قسم الفنون الجميلة في جامعة جنوب كاليفورنيا، وعقدت دورات صيفية هناك وتولت مسؤوليات تنظيمية حتى عام 1983. وخلال ثمانينيات وتسعينيات القرن العشرين صممت أزياء، مجموعات مسرحية، وأقنعة للإنتاج في غوغنهايم في نيويورك. حصلت على وسام جوقة الشرف من رتبة فارس في عام 1990.
هي معروفة أيضا بكونها عشيقة الرسام الإسباني بابلو بيكاسو من 1943 إلى 1953. ولها منه ولدان: كلود وبالوما. في وقت لاحق تزوجت من رائد التطعيم الأمريكي جوناس سولك.
توفت في 6 يونيو 2023، عن عمر ناهز الحادية بعد المائة.

## حياتها المبكرة
ولدت جيلوت في نويلي سور سين بفرنسا لإميل ومادلين رينولت جيلوت. كان والدها رجل أعمال ومهندس زراعي، وكانت والدتها فنانة ترسم بالألوان المائية. كان والدها رجلاً صارماً. بدأت جيلوت الكتابة بيدها اليسرى عندما كانت طفلة صغيرة، ولكن والدها أجبرها في سن الرابعة على الكتابة بيدها اليمنى. ونتيجة لذلك، أصبح جيلوت بارعة باستخدام كلتا يديها. قررت في سن الخامسة أن تصبح رسامة. في السنة التالية درستها والدتها الفن، بدءاً بالألوان المائية وحبر الهند. ثم درست على يد مدرس الفن لأمها طيلة ست سنوات. ودرست الأدب الإنجليزي في جامعة كامبريدج والمعهد البريطاني في باريس (الآن معهد جامعة لندن في باريس). وبينما كانت تتدرب لتصبح محامية، اشتهرت بتخطي دروس القانون الصباحية لمتابعة شغفها الحقيقي وهو الفن.
تخرجت من جامعة السوربون بشهادة بكالوريوس في الفلسفة في عام 1938 ومن جامعة كامبريدج بدرجة في اللغة الإنجليزية في عام 1939. أقامت جيلوت أول معرض لوحات لها في باريس في 1943.

## وصلات خارجية
- فرانسواز جيلوت على موقع IMDb (الإنجليزية)
- فرانسواز جيلوت على موقع مونزينجر (الألمانية)
- فرانسواز جيلوت على موقع قاعدة بيانات الفيلم (الإنجليزية)